# Microscopie à sonde locale
Pour les articles homonymes, voir Microscope et Microscopie.

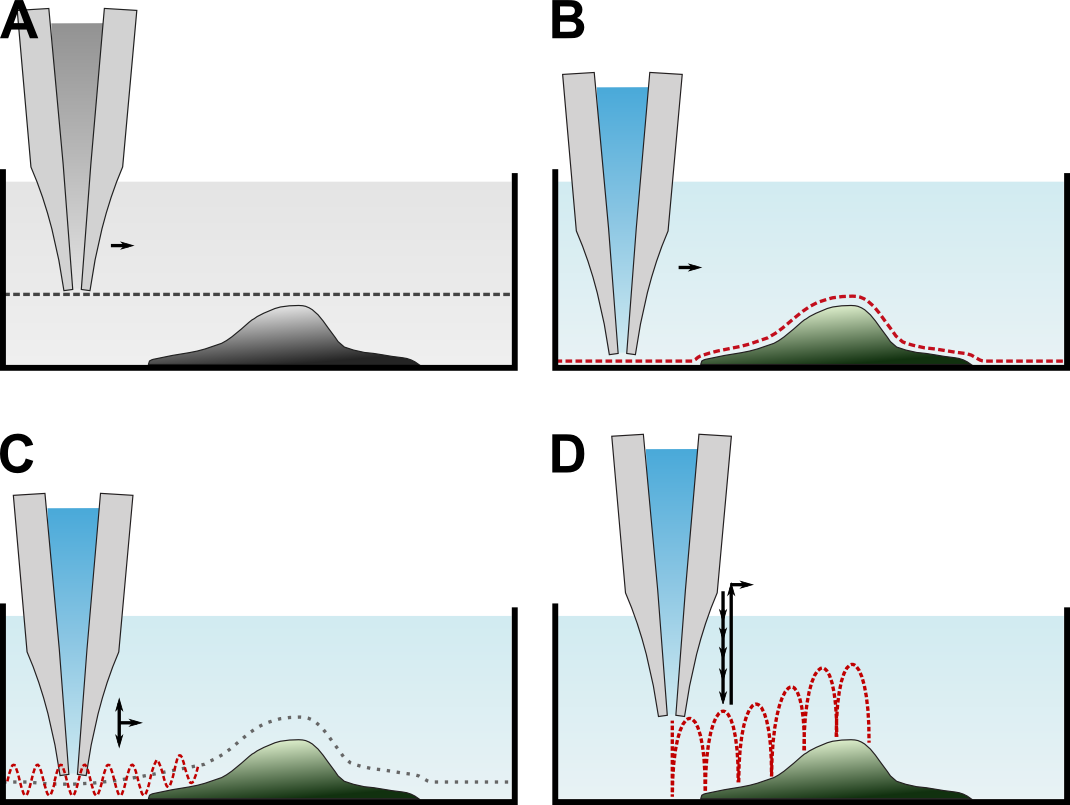
Plusieurs modes d'utilisation de microscopie à sonde locale : (A) cartographie à une hauteur constante, (B) cartographie à une mesure électrique continue constante, (C) cartographie à une mesure électrique sinusoïdale constante, (D) cartographie pixel par pixel.

La microscopie à sonde locale (MSL) ou microscopie en champ proche (MCP) ou scanning probe microscopy (SPM) en anglais est une technique de microscopie permettant de cartographier le relief (nano-topographie) ou une autre grandeur physique en balayant la surface à imager à l'aide d'une pointe très fine (la pointe est idéalement un cône se terminant par un seul atome).
Le pouvoir de résolution obtenu par cette technique permet d'observer jusqu'à des atomes, ce qui est physiquement impossible avec un microscope optique, quel que soit son grossissement. La microscopie en champ proche est donc devenue en quelques décennies un outil indispensable pour la recherche scientifique, notamment dans le développement des nanotechnologies et l'industrie des semi-conducteurs.

## Historique
La microscopie en champ proche est née en 1981 avec l'invention du microscope à effet tunnel (STM) par des chercheurs d'IBM, Gerd Binnig et Heinrich Rohrer, qui ont reçu en 1986 le prix Nobel de physique pour cette invention.
Ces techniques sont devenues aujourd'hui des outils incontournables dans les domaines des nanosciences et des nanotechnologies. Elles sont utilisées aussi bien par les physiciens que les biologistes ou les chimistes.

## Types de microscopes en champ proche
Les microscopes en champ proche ont comme point commun le déplacement d'une pointe très fine qui survole la surface. Le déplacement est assuré par des actionneurs de résolution nanométrique, le plus souvent de type piezo-électrique.
L'électronique associée permet l'asservissement vertical de la position de la pointe en fonction du relief de la surface, mais également la lecture d'une grandeur physique qui diffère selon le type de microscope.
Parmi les microscopes à sonde locale, on distingue notamment :
- Le microscope à force atomique (AFM en anglais), qui utilise la force de répulsion entre d'une part les nuages électroniques des atomes de la surface à imager et d'autre part le nuage électronique des atomes de la pointe.
- Le microscope à effet tunnel (STM en anglais), qui mesure la topographie à l'aide du courant tunnel apparaissant entre une pointe conductrice et la surface à cartographier.
- Le microscope optique en champ proche (SNOM ou NSOM en anglais), qui utilise la présence d'onde optiques évanescentes à la périphérie immédiate d'une surface transparente, qui sont captées par une sonde locale (fibre taillée en pointe).

Il existe de nombreux autres types de microscopes en champ proche.

## Logiciel d'analyse
Dans tous les cas, l'image obtenue est une image de synthèse reconstruite par le logiciel associé au microscope, qui met en forme la cartographie de la grandeur physique mesurée sur l'aire balayée par la pointe.
Parmi les logiciels commerciaux disponibles, on peut citer :
- WSXM de la société espagnole nanotec
- MountainsMap SPM de la société française Digital Surf
- SPIP de la société danoise ImageMet.